# My Humps
My Humps is een nummer van de Amerikaanse hiphopgroep The Black Eyed Peas uit 2005. Het is de derde single van hun vierde studioalbum Monkey Business.
In het grootste stuk van het nummer neemt Fergie de vocalen voor haar rekening. Het nummer werd een wereldhit, en in veel landen ook een top 10-hit. In de Amerikaanse Billboard Hot 100 en de Vlaamse Ultratop 50 haalde het de 3e positie, en in de Nederlandse Top 40 de 4e.